# Armstrong (Westminster)
Armstrong is een Brits historisch merk van motorfietsen.
De bedrijfsnaam was: Armstrong Cycle Works, Paddington, Westminster.
De rijwielfabriek Armstrong begon in 1902 met de productie van motorfietsen. Britse aandrijfeenheden bestonden nauwelijks en waren minder betrouwbaar dan producten van het Europese vasteland. Armstrong kocht haar inbouwmotoren dan ook in bij het Belgische Minerva. Vanaf 1903 werden die Minerva-motoren zelfs samengesteld bij Minerva Motors Ltd. in Holborn Viaduct, vlak bij de Armstrong-fabriek.
Armstrong kocht echter niet alleen motorblokken in. De frames werden ook in Londen gekocht, bij Chater Lea.
De productie van de Armstrong-motorfietsen werd in 1905 beëindigd.